# Červený mlýn (Ďáblice)
Červený mlýn je bývalý vodní mlýn v Praze 8-Ďáblicích, který stojí na Červenomlýnském potoce, na východ od centra obce na hranici s Čakovicemi.

## Historie
Vodní mlýn dal před rokem 1253 postavit řád křižovníků s červenou hvězdou, po kterém získal své jméno. Nejstarší zmínka o něm je v dopise krále Václava I. z 6. dubna 1253, ve kterém se uvádí, že velmistr řádu dal v místě zřídit rybník, do něhož byla přivedena voda ze stávajícího rybníka a u nějž zřídil mlýn. Další zmínka o mlýnu je v urbáři z roku 1659, ve kterém převor křižovníků Manner ohraničil majetek řádového statku.
Během třicetileté války byl mlýn vypálen, po jejím skončení dali křižovníci na místě starého dřevěného mlýna postavit nový z kamene (z opuky nebo buližníku).
Mlýn ukončil svou činnost roku 1911 a jeho budovy byly přestavěny na byty.

## Popis
Mlýn na obdélném půdorysu má hřebenovou střechu. Mlýnice i dům jsou pod jednou střechou, ale dispozičně jsou oddělené. Na straně dvora souběžně s potokem je přízemní hospodářské stavení.
Protože mezi hladinami Horního a Dolního rybníka byl spád vody kolem 10 metrů, stojí mlýn v menším dolíku a od Dolního rybníka jej původně odděloval vyšší násep. Náspem procházel náhon, kterým byla vedena voda z rybníka k mlýnskému kolu na východní straně mlýna, poté se odtékala zpět do potoka.